# أسماء مكة المكرمة
أسماء مكة المُكرَّمة هي جميع الأسماء التي تطلق عليها وتعرف بها، قال النووي : «ولم يعلم بلد أكثر أسماء من مكة المكرمة والمدينة المنورة لكونهما أفضل بقاع الأرض، وذلك لكثرة الصفات المقتضية».

## أسماء مكة المكرمة

### مكة
الدليل: قوله تعالى: ﴿وَهُوَ الَّذِي كَفَّ أَيْدِيَهُمْ عَنْكُمْ وَأَيْدِيَكُمْ عَنْهُمْ بِبَطْنِ مَكَّةَ مِنْ بَعْدِ أَنْ أَظْفَرَكُمْ عَلَيْهِمْ وَكَانَ اللَّهُ بِمَا تَعْمَلُونَ بَصِيرًا ۝٢٤﴾ (الفتح: 24).
 المعنى: قال المحب الطبري : في سبب تسميتها بهذا الاسم أربعة أقوال:
- الأول: لأنها يؤمها الناس من كل مكان، فكأنها تجذبهم إليها.
- الثاني: لأنها تَمُكُّ من ظلم فيها، أي تهلكه.
- الثالث: لجهد أهلها من قوله: تمكَّكْت العظم: إذا أخرجت مخه، والتملك الاستقصاء.
- الرابع: لقلة الماء بها.

### بكة
الدليل: قوله تعالى: ﴿إِنَّ أَوَّلَ بَيْتٍ وُضِعَ لِلنَّاسِ لَلَّذِي بِبَكَّةَ مُبَارَكًا وَهُدًى لِلْعَالَمِينَ ۝٩٦﴾ (آل عمران:96).
 المعنى: قال المحبُّ الطبري : وفي سبب تسميتها بكة ثلاثة أقوال:
- الأول: لازدحام الناس بها، يقال: هم فيها يتباكُّون، أي يزدحمون.
- والثاني: لأنها تَبُكُّ أعناق الجبابرة، أي: تدقها، وما قصدها جبارٌ إلا قصمه الله تعالى.
- الثالث: لأنها تضع من نخوة المتكبرين.

### أم القرى
الدليل: قوله تعالى: ﴿وَكَذَلِكَ أَوْحَيْنَا إِلَيْكَ قُرْآنًا عَرَبِيًّا لِتُنْذِرَ أُمَّ الْقُرَى وَمَنْ حَوْلَهَا وَتُنْذِرَ يَوْمَ الْجَمْعِ لَا رَيْبَ فِيهِ فَرِيقٌ فِي الْجَنَّةِ وَفَرِيقٌ فِي السَّعِيرِ ۝٧﴾ (الشورى:7).
 المعنى: قال المحب الطبري : وفي سبب تسميتها بذلك أربعة أقوال:
- الأول: أن الأرض دحيت من تحتها، قال ابن قتيبة: لأنها أقدم الأرض.
- الثاني: لأنها قبلة يؤمها جميع الأمة.
- الثالث: لأنها أعظم القرى شأناً
- الرابع: لأن فيها بيت الله.

### مَعَاد
الدليل: قوله تعالى: ﴿إِنَّ الَّذِي فَرَضَ عَلَيْكَ الْقُرْآنَ لَرَادُّكَ إِلَى مَعَادٍ قُلْ رَبِّي أَعْلَمُ مَنْ جَاءَ بِالْهُدَى وَمَنْ هُوَ فِي ضَلَالٍ مُبِينٍ ۝٨٥﴾ (القصص:85) ، قال ابن عباس رضي الله عنهما في قوله تعالى كما أخرجه البخاري: ﴿لرادك إلى معاد﴾ قال: إلى مكة. 
 المعنى:
- قال الفراءُ: إلى مَعَادٍ حيثُ ولِدت.
- وقال ثعلب: معناه: يَرُدُّك إلى وَطَنِكَ وبَلَدِك.
- وقال الفيروزأبادي: والمَعادُ: الآخِرَةُ، والحَجُّ، ومكَّةُ، والجَنَّةُ، وبِكِلَيْهِما فُسِّرَ قولُه تعالى: «لَرادُّكَ إلى مَعادٍ»، والمَرْجِعُ، والمَصيرُ.

### البلد
الدليل: قوله تعالى: ﴿لَا أُقْسِمُ بِهَذَا الْبَلَدِ ۝١﴾ (البلد:1)
قال القرطبي : أجمعوا على أن البلد مكة.
 المعنى:
- قال الفاسي : والبلد في اللغة الصدر، أي صدر القرى.
- وقال الفيروزأبادي: البلد والبلدة: مكة شرفها الله -تعالى-، وكل قطعة من الأرض مستحيزة عامرة أو غامرة، والتراب.

### البلد الأمين
الدليل: قوله تعالى: ﴿وَهَذَا الْبَلَدِ الْأَمِينِ ۝٣﴾ (التين:3). قال ابن عباس رضي الله عنهما في قوله تعالى: ﴿ وهذا البلد الأمين ﴾ قال: مكة. قال ابن كثير--: ولا خلاف في ذلك.
 المعنى: قال الطبري: وهذا البلد الآمن من أعدائه أن يحاربوا أهله، أو يغزوهم.

### القرية
الدليل: قوله تعالى: ﴿وَضَرَبَ اللَّهُ مَثَلًا قَرْيَةً كَانَتْ آمِنَةً مُطْمَئِنَّةً يَأْتِيهَا رِزْقُهَا رَغَدًا مِنْ كُلِّ مَكَانٍ فَكَفَرَتْ بِأَنْعُمِ اللَّهِ فَأَذَاقَهَا اللَّهُ لِبَاسَ الْجُوعِ وَالْخَوْفِ بِمَا كَانُوا يَصْنَعُونَ ۝١١٢﴾ (النحل:112). قال عطية العوفي وقتادة: هي مكة.
 المعنى: قال ابن الجوزي  القرية: اسم لما يجمع جماعة كثيرة من الناس. ولفظ القرية في القرآن مرادًا به البلدة المسكونة؛ سواء كانت صغيرة أو كبيرة كما في قوله تعالى: ﴿وَكَأَيِّنْ مِنْ قَرْيَةٍ هِيَ أَشَدُّ قُوَّةً مِنْ قَرْيَتِكَ الَّتِي أَخْرَجَتْكَ أَهْلَكْنَاهُمْ فَلَا نَاصِرَ لَهُمْ ۝١٣﴾ (محمد: 13). والمراد بالقرية هو مكة، كما قال ابن كثير.

### الوادي
الدليل: قوله تعالى: ﴿رَبَّنَا إِنِّي أَسْكَنْتُ مِنْ ذُرِّيَّتِي بِوَادٍ غَيْرِ ذِي زَرْعٍ عِنْدَ بَيْتِكَ الْمُحَرَّمِ رَبَّنَا لِيُقِيمُوا الصَّلَاةَ فَاجْعَلْ أَفْئِدَةً مِنَ النَّاسِ تَهْوِي إِلَيْهِمْ وَارْزُقْهُمْ مِنَ الثَّمَرَاتِ لَعَلَّهُمْ يَشْكُرُونَ ۝٣٧﴾ (إبراهيم: 37). قال ابن عباس رضي الله عنهما في قوله: {رَبَّنَا إِنِّي أَسْكَنْتُ مِنْ ذُرِّيَّتِي بِوَادٍ غَيْرِ ذِي زَرْعٍ} أسكن إسماعيل وأمه مكة.
 المعنى:
- قال ابن منظور: الوادي كل مَفْرَج بين الجبالِ والتِّلال والآكام؛ سمي بذلك لسَيَلانه يكون مَسْلَكاً للسيل ومَنْفَذاً.
- قال ابن الجوزي -  -: {بِوَادٍ غَيْرِ ذِي زَرْعٍ} يعني مكة، ولم يكن فيها حرث ولا ماء.

### المسجد الحرام
الدليل: قوله تعالى: ﴿سُبْحَانَ الَّذِي أَسْرَى بِعَبْدِهِ لَيْلًا مِنَ الْمَسْجِدِ الْحَرَامِ إِلَى الْمَسْجِدِ الْأَقْصَى الَّذِي بَارَكْنَا حَوْلَهُ لِنُرِيَهُ مِنْ آيَاتِنَا إِنَّهُ هُوَ السَّمِيعُ الْبَصِيرُ ۝١﴾ (الإسراء: 1).
 قال عامة المفسرين: أسرى برسول الله صلى الله عليه وسلم من دار أم هانئ. فحملوا المسجد الحرام على مكة، أو الحرام ؛ لإحاطة كل واحد منهما بالمسجد الحرام، أو لأن الحرم كله مسجد.

### البيت العتيق
الدليل: قوله تعالى: ﴿ثُمَّ لْيَقْضُوا تَفَثَهُمْ وَلْيُوفُوا نُذُورَهُمْ وَلْيَطَّوَّفُوا بِالْبَيْتِ الْعَتِيقِ ۝٢٩﴾ (الحج: 29).

عن عبد الله بن الزبير رضي الله عنهما أنه قال: قال رسول الله -صلى الله عليه وسلم- كما رواه الترمذي: ((إنما سمي البيت العتيق لأنه لم يظهر عليه جبار)).قال الترمذي: هذا حديث حسن صحيح.

### تهامة
قال أبو الفداء: «والتهامي منسوب إِلى تهامة وهي تطلق على مكة ولذلك قيل للنبي صلى الله عليه وسلم تهامي لأنه منها وتطلق على البلاد التي بين الحجاز وأطراف اليمن».

### البلدة
الدليل: قوله تعالى: ﴿إِنَّمَا أُمِرْتُ أَنْ أَعْبُدَ رَبَّ هَذِهِ الْبَلْدَةِ الَّذِي حَرَّمَهَا وَلَهُ كُلُّ شَيْءٍ وَأُمِرْتُ أَنْ أَكُونَ مِنَ الْمُسْلِمِينَ ۝٩١﴾ (النمل: 91).